# Glencoe (Oregon)
Glencoe az Amerikai Egyesült Államok Oregon államának Washington megyéjében elhelyezkedő kísértetváros; területének többsége North Plainshez tartozik.

## Története
Charles McKay, a Hudson’s Bay Company egykori munkatársa 1842-ben telepedett le feleségével és négy gyermekével a mai Hillsboro területén. McKay skót ősei miatt a települést a Glencoe-völgyről nevezte el; később a McKay-patak mellett malmot épített. Korai telepes volt még Harvey Clark tiszteletes, a Pacific University egyik megalapítója.
Az 1871. január 9-e és 1904 között működő posta első vezetője William Silvers volt. 1880-ban egy viharban a patak hídja leomlott és több fa is kidőlt. Az 1880-as években metodista templom, cipész, iskola, gyógyszertár és fodrászat, valamint a Pythias Lovagjainak háza volt itt. 1890 és 1960 között itt működött Charles Walter kovácsműhelye. 1910-ben a vasútépítés miatt az épületeket másfél kilométerrel északabbra költöztették, ezzel a település elnéptelenedett.

## Elhelyezkedése
Az Oregon Route 219-nél kezdődő Glencoe Road észak–déli irányban köti össze North Plainst és Hillsborót. A település a McKay-patak mentén fekszik.

## Oktatás
A középiskola a hillsborói tankerület lefedettségébe tartozik.

## Fordítás
- Ez a szócikk részben vagy egészben  a   Glencoe, Oregon című angol Wikipédia-szócikk ezen változatának fordításán alapul.  Az eredeti cikk szerkesztőit annak laptörténete sorolja fel. Ez a jelzés csupán a megfogalmazás eredetét és a szerzői jogokat jelzi, nem szolgál a cikkben szereplő információk forrásmegjelöléseként.